# Nikolaikirche (Wismar)

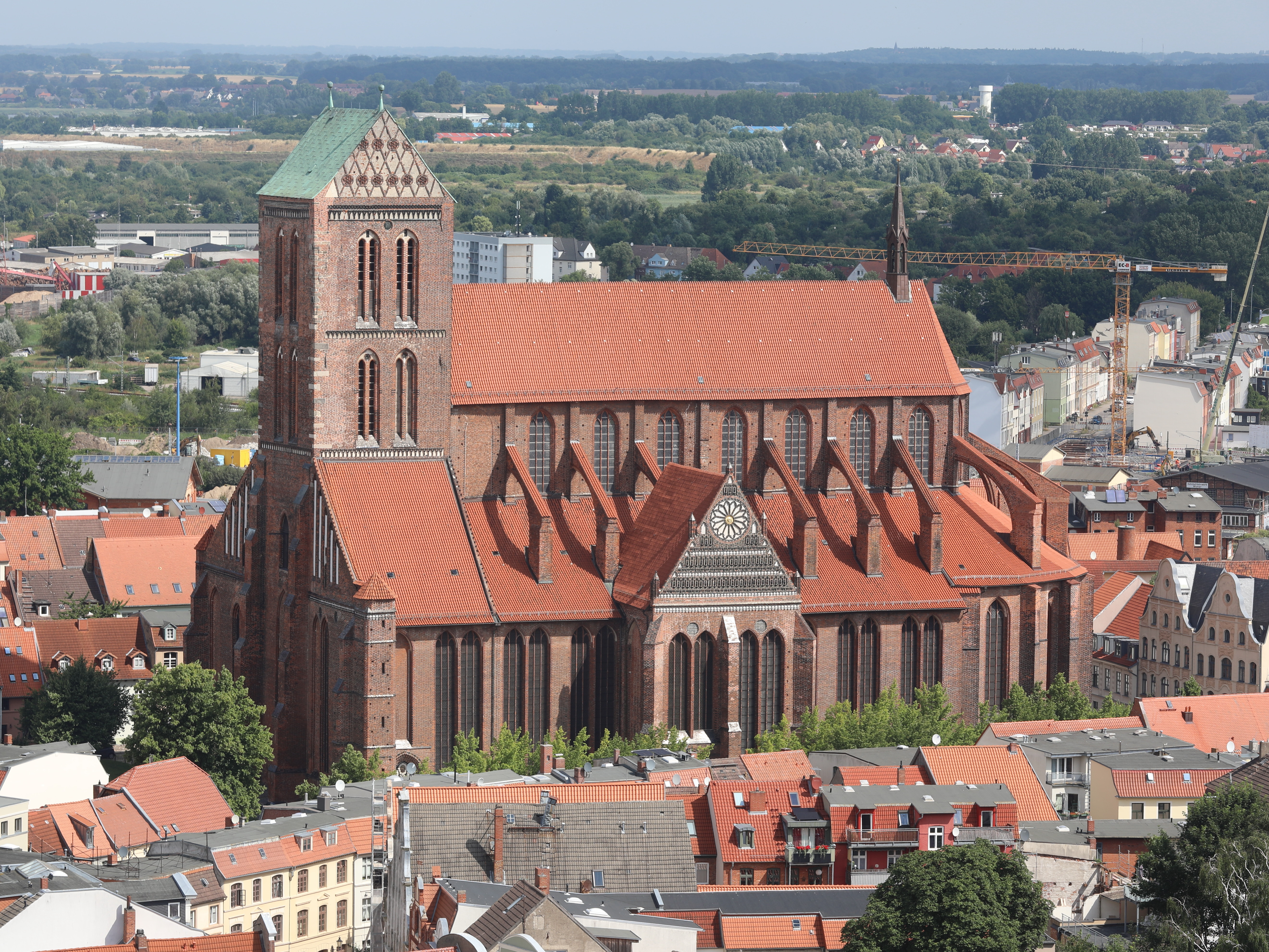
Nikolaikirche Wismar

Die Nikolaikirche, auch St.-Nikolai-Kirche, in Wismar wurde 1381 bis 1487 als Kirche der Seefahrer und Fischer erbaut. Sie gilt als Meisterwerk der Spätgotik im nordeuropäischen Raum. Die Nikolaikirche ist als Teil der Wismarer Altstadt seit 2002 auf der Liste des UNESCO-Weltkulturerbes verzeichnet. Sie ist zurzeit Eigentum der Stadt (siehe Geistliche Hebungen) und dient der Kirchengemeinde St. Nikolai in der Propstei Wismar, Kirchenkreis Mecklenburg der Evangelisch-Lutherischen Kirche in Norddeutschland.

## Geschichte

Grundriss der Nikolaikirche

Nach neueren Forschungsergebnissen in Bezug auf die Siedlungsgeschichte der Stadt wird schon für die alte Kaufmannssiedlung in der Nähe der Grube eine dem Nikolaus geweihte Kirche vermutet; für diese Annahme gibt es allerdings keinen Beleg. Das Kirchspiel St. Nikolai bestand schon vor der Mitte des 13. Jahrhunderts und hatte wohl eine Kirche aus der Zeit der Stadtgründung um 1230 als Mittelpunkt. Mit dem Bau des heutigen Kirchengebäudes wurde um 1370 begonnen. Der Wismarer Rat mit dem Bürgermeister Johann Dargetzow als Kirchenvorsteher beauftragte 1381 den Baumeister Heinrich von Bremen, der ab 1379 Baumeister des Michaelisklosters in Lüneburg war, mit der Fertigstellung des Chores. Zahlreiche Formsteine aus Lüneburg fanden Verwendung, was an den Ziegelstempeln erkennbar ist. Die Weihe des Hochaltares ist für 1403 belegt. Der Maurermeister von Bremen arbeitete noch bis 1415 am Kirchengebäude. Im Jahr 1434 wurden Arbeiten am nördlichen Seitenschiff durchgeführt und 1437 am südlichen Seitenschiff. Unter Werkmeister Peter Stolp und Baumeister Hermann von Münster waren 1459 die praktischen Arbeiten soweit erledigt, dass die Kirche geweiht werden konnte. Von 1485 bis 1487 errichtete Maurermeister Hans Mertens  und Werkmeister Hans Schröder die beiden Turmobergeschosse, der Turmhelm wurde 1508 aufgesetzt. Am 8. Dezember 1703 zerstörte ein außergewöhnlicher Sturm den Spitzhelm des Turms. Seine Teile durchschlugen das Dach und die Gewölbe des Mittelschiffs. Dabei wurden viele Stücke der Inneneinrichtung, auch der mittelalterlichen Ausstattung zerstört. Danach erhielt der Turm ein querliegendes Satteldach und das Mittelschiff eine Flachdecke. Die Erneuerung der Ausstattung dauerte bis in die zweite Hälfte des 18. Jahrhunderts. Erst 1867 wurde wieder ein Gewölbe errichtet. Eine umfassende Renovierung der Kirche ist für die Zeit von 1880 bis 1881 belegt. Aus dieser Zeit stammt auch die Raumfassung, die sich an mittelalterlichen Vorbildern orientiert. Die figürliche Ausmalung aus dem Mittelalter wurde gleichzeitig restauriert. Der östliche Dachreiter, der sogenannte Steigerturm, wurde 1890 aufgebaut. Die Luftangriffe im Zweiten Weltkrieg verursachten an der Kirche nur geringe Schäden. Aus den stark betroffenen Kirchen St. Georgen und St. Marien fanden etliche Ausstattungsstücke hier einen neuen Platz. Die umfassenden Sicherungsmaßnahmen der letzten Jahre betrafen überwiegend die Dächer (1963), die Strebebögen und das aufgehende Mauerwerk.

## Baubeschreibung

### Außenbau

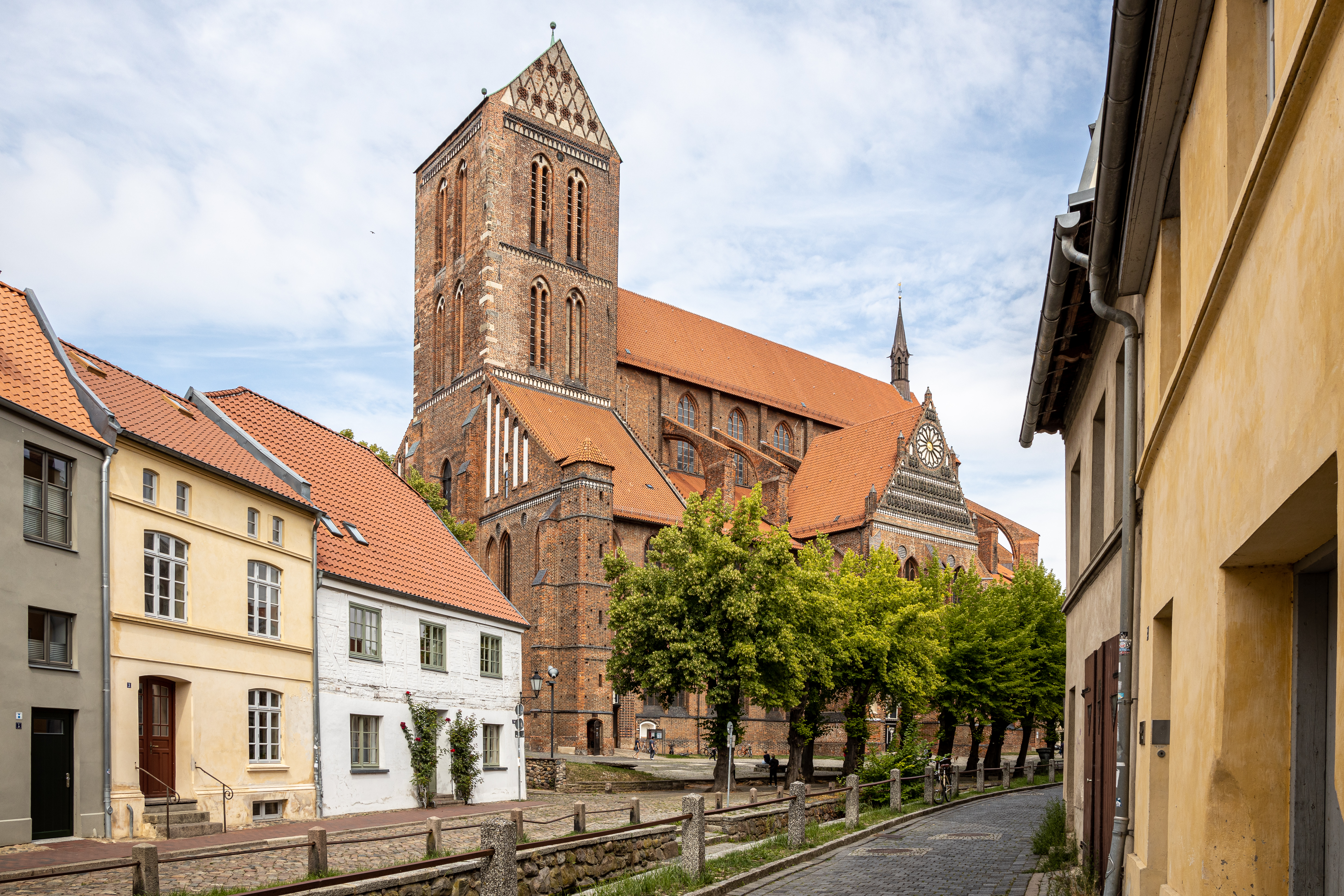
Außenansicht von Südwesten

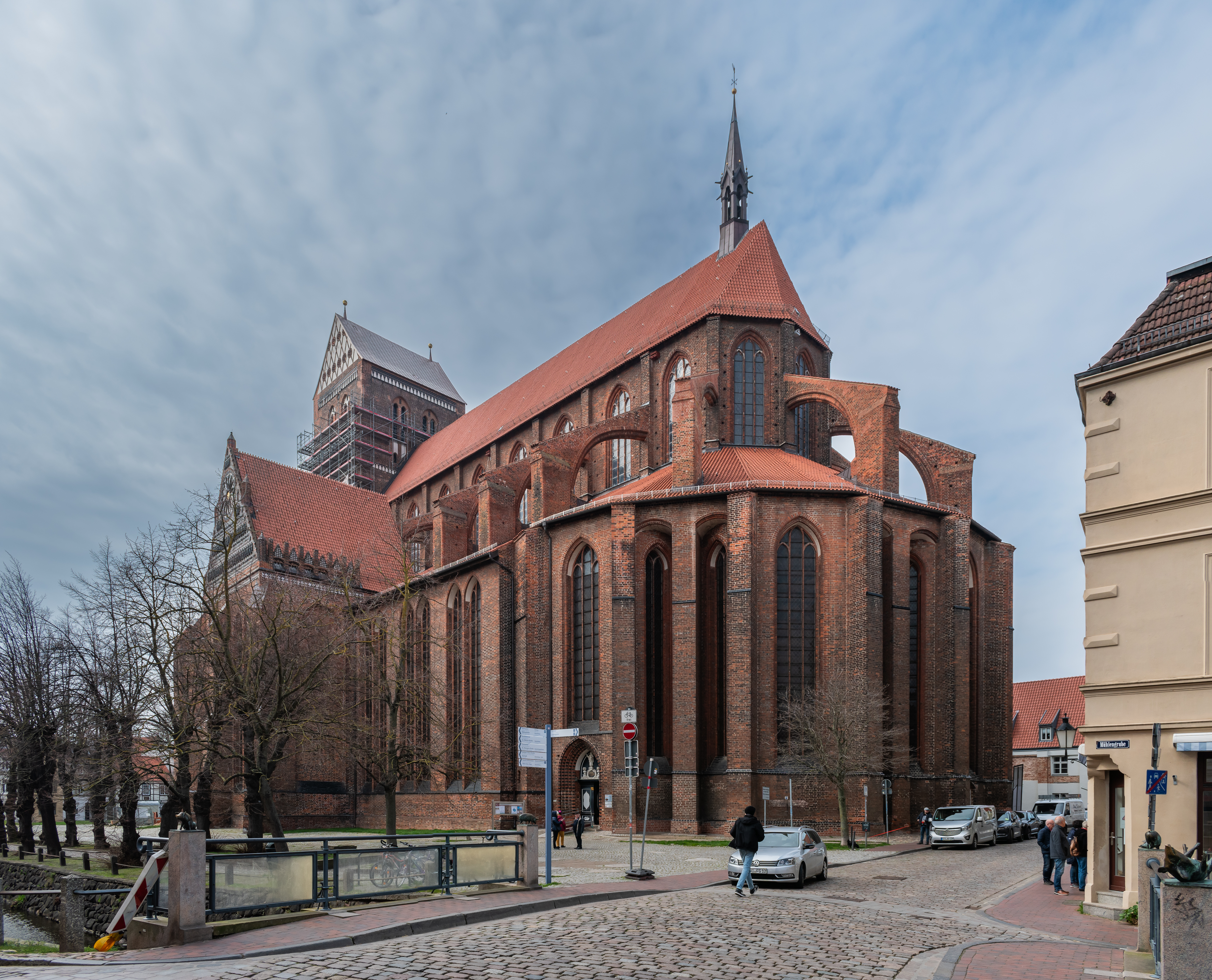
Außenansicht von Südosten

Der gewaltige Baukörper von St. Nikolai bildet mit seinem hohen Kirchenschiff einen markanten Punkt in der Stadtsilhouette Wismars, zusammen mit den anderen beiden großen Kirchen St. Marien und St. Georgen.
Das Bauwerk ist eine dreischiffige Basilika mit Einsatzkapellen, Chorumgang und Kapellenkranz und wurde im Stil der norddeutschen Backsteingotik errichtet.
Anders als bei anderen großen Sakralbauten der Spätgotik in Norddeutschland (z. B. der Wismarer Georgenkirche oder der Stralsunder Marienkirche) ist hier das Strebewerk präsent, 16 Strebebögen geben dem hochaufragenden Mittelschiff die notwendige Stabilität. Die Strebepfeiler trennen die Seitenkapellen und treten nach außen nicht in Erscheinung. Die Einbuchtungen zwischen den Chorkapellen sind „begradigt“, sodass ein durchgehendes Dach das Chorpolygon abdeckt. Die Pultdächer der Querarme sind vom Langhaus gelöst und unterbrechen nicht die Reihe der Strebebögen und Obergadenfenster.
Den Turm mit seinem heutigen quergestellten Satteldach und einer Höhe von 64 m muss man sich ursprünglich fast doppelt so hoch vorstellen.
Der Giebel der Südhalle weist einen für die Backsteingotik ungewöhnlich reichen Schmuck auf. Er ist durch Motivfriese gegliedert, die im Backstein eingefügt sind. Die einzelnen Figuren stellen die Mutter Gottes, den heiligen Nikolaus, Drachen, Löwen und Menschenköpfe dar. Oberhalb der Motivfriese befindet sich eine Rosette aus Backstein.
Der von der Stadtmitte abgewandte Nordgiebel ist ebenfalls mit einer Rosette, doch einfacher geschmückt.
Der Bau orientiert sich im Wesentlichen an der Ratskirche St. Marien, die ebenso wie St. Nikolai die Urform der Lübecker Marienkirche aufgreift.

### Inneres

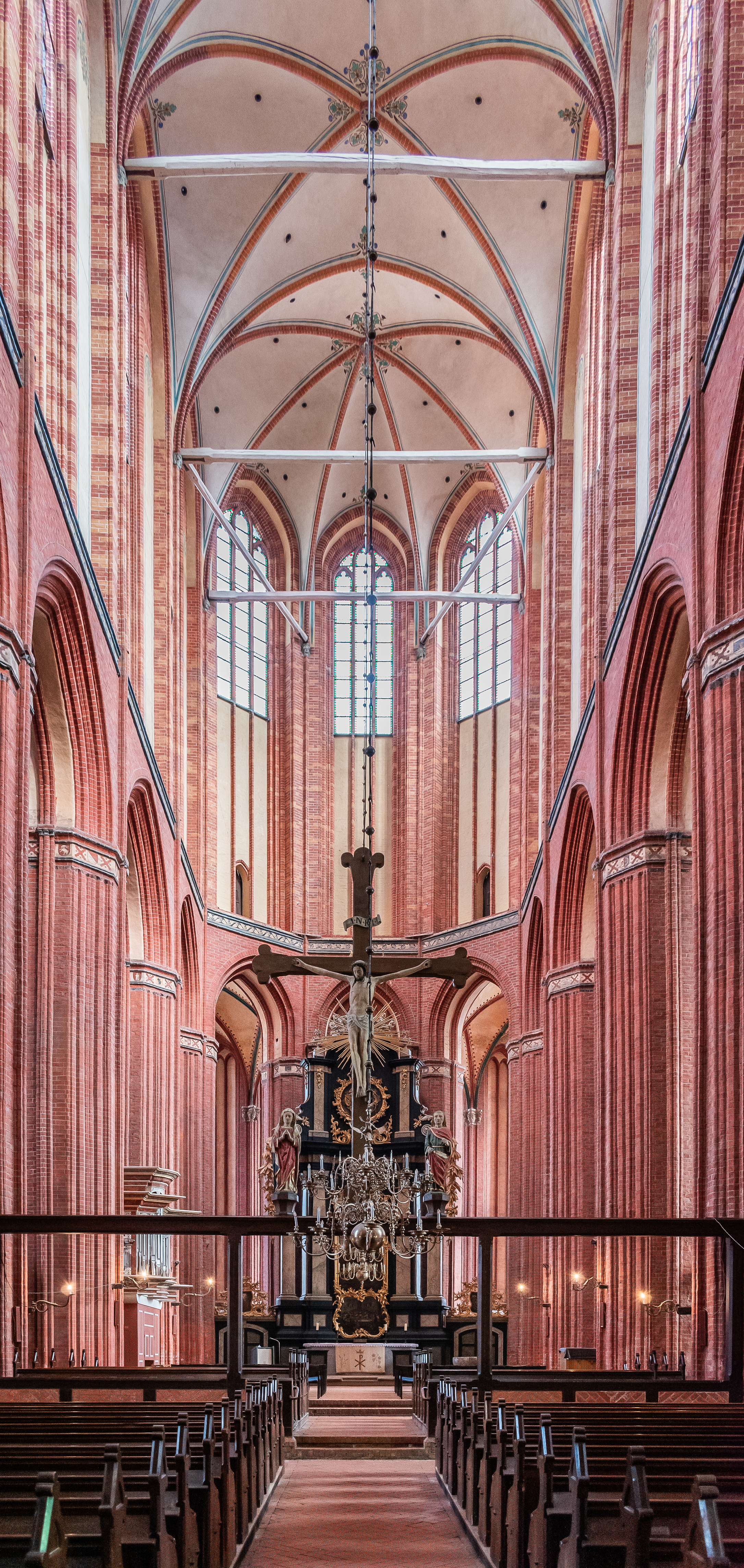
Blick zum Hauptaltar

Der Raum wirkt gewaltig aufstrebend und einheitlich; der Chor und die sieben Joche des Mittelschiffs sind nicht voneinander abgetrennt. Die Betonung der Vertikalen mit hohen und dicht gestellten Arkaden zu den Seitenschiffen und kürzeren Fenstern im Obergaden verleiht dem Innenraum eine besondere Höhenwirkung. Dazu trägt ebenso die relativ geringe Breite des Hauptschiffes von nur 10,50 Metern bei. Die Laibungen der dreibahnigen Obergadenfenster sind bis auf das Gurtgesims herabgeführt, kleine spitzbogige Öffnungen erinnern hier an ein Triforium.
Langhaus, Seitenkapellen und Vorhalle sind mit Kreuzrippen gewölbt. Die fünf Chorkapellen sind durch sechsteilige Gewölbe mit dem Umgang verbunden. Beiden Seitenschiffen gliedern sich, ähnlich wie in Doberan, querhausartige Vorhallen von jeweils zwei mal zwei Jochen um einen Mittelpfeiler an, die sich jedoch nicht wie ein Querschiff zum Mittelschiff öffnen und auch nicht dessen Höhe erreichen. Der Chor besitzt einen Fünfachtelschluss.
Das Hauptschiff ist mit 37 Metern Gewölbehöhe das vierthöchste Kirchenschiff Deutschlands und das zweithöchste im Sakralbau der Backsteingotik, wobei die Marienkirche in Lübeck nur um 1,5 m höher ist als die Nikolaikirche.
Im Inneren des Turmes ist ein 1616 entstandenes Wandgemälde eines Totentanzes, das aber nicht mehr erkennbar ist.

### Maße
- Turmhöhe: 64 m (ehemals etwa 120 m)
- Gesamtlänge: 85 m
- Größte Breite: 58 m
- Mittelschiff: 37 m × 10,5 m
- Gewölbehöhe Mittelschiff: 37 m
- Seitenschiffe: 18,5 m × 5,5 m
- Wandstärke des Turmschaftes: 4,5 m
- Wandstärke der Kapellen: 1,20 m
- Umfang der Mittelschiffpfeiler: 8 m
- Verbaute Steine: ca. 3 Millionen

## Ausstattung
Das Innere der Nikolaikirche ist geprägt vom Zusammenspiel verschiedener Epochen. Die barocke Renovierung nach der Katastrophe von 1703 fügte einzelne zeitgenössische Ausstattungsstücke hinzu, überformte aber nicht die gotische Architektur des Raumes. Die Neueinziehung der Gewölbe 1867 hat dazu geführt, dass nur noch einzelne Elemente der Originalfassung erhalten sind.
Viele Teile der reichhaltigen Ausstattung stammen ursprünglich aus ehemaligen oder zerstörten Wismarer Kirchen. So wurde in der südlichen Vorhalle das Hochaltarretabel und das Triumphkreuz von 1430 aus St. Georgen untergebracht. Der Flügelaltar ist mit zehn Metern Breite bei geöffneten Flügeln das größte Retabel seiner Art im gesamten Ostseeraum. Auch in der Nordhalle befinden sich Relikte der Ausstattung von St. Marien und St. Georgen. Das gotische Gestühl im Chorumgang stammt ebenfalls aus St. Georgen.

### Hauptaltar
Der Hochaltar ist 1774 datiert und ist ein großartiges Zeugnis des Spätbarock. Der Altaraufsatz ist nach architektonischen Prinzipien streng gegliedert, Die Entstehungszeit des Rokoko ist nur an dem begleitenden, goldenen Rahmendekor ablesbar. Er umschließt zwei Gemälde: In der Sockelkartusche das Abendmahl. Im Hauptgeschoss ist ein älteres Gemälde des Malers Benjamin von Block eingefügt. Er hatte das Bild 1653 nach der berühmten Kreuzabnahme von Rubens kopiert. Das Hauptgeschoss ist von Säulen flankiert. Über dem Gemälde ist eine Uhr montiert und darüber das Jahwe-Tetragramm im Strahlenkranz. Die Spitze bildet eine Statue des auferstehenden Christus mit der Siegesfahne. Seitliche Portale des Altaraufbaues zeigen ein Stifterbild und Wappen. Der Aufbau wurde vermutlich in der Werkstatt des Johann Heinrich Bülle aus Wismar angefertigt.

### Retabel aus der Georgenkirche
Dieses in der südlichen Vorhalle aufgestellte, um 1430 entstandene Hauptwerk unter den gotischen Schnitzaltären an der Ostseeküste wird im Artikel über die Georgenkirche (Wismar) #Hauptaltar beschrieben.

### Schifferaltar
Der Schifferaltar ist der einzige erhaltene mittelalterliche Altarschrein im Bestand der Kirche. Er wurde am Anfang des 16. Jahrhunderts in einer Wismarer Werkstatt für die Schifferbruderschaft angefertigt. Zentrale Figur ist eine Mondsichelmadonna, die von den Figuren Nikolaus und Jakobus dem Älteren, zwei von Seefahrern besonders verehrten Heiligen, begleitet wird. Sie sind sinnbildlich für zwei der bedeutendsten Pilgerstätten des Mittelalters dargestellt: Santiago de Compostela und Bari. Das äußere Flügelpaar ist verloren, ebenso fehlt die Predella.
In den beiden Kastenflügeln stehen je vier Heiligenfiguren: links oben Katharina von Alexandrien mit Rad und Schwert, darunter Elisabeth von Thüringen mit einer Märtyrerpalme in der rechten Hand sowie einem Kelch in der linken. Auf der gegenüberliegenden Seite ist Ursula von Köln mit einem Pfeil sowie darunter Margareta von Antiochia mit einem Prozessionskreuz zu sehen. Es ist möglich, dass an Stelle der Heiligen Ursula ursprünglich die Heilige Barbara dargestellt war. Sie wäre die vierte der Heiligen Jungfrauen, der virgines capitales. Auch von den weiter innen positionierten männlichen Heiligen sind nur der Evangelist Johannes sowie Erasmus von Antiochia eindeutig zu bestimmen, während bei den anderen Figuren wegen der starken Beschädigungen mit willkürlichen Ergänzungen der Attribute zu rechnen ist. Die Außenseiten der Flügel sind mit Szenen aus dem Marienleben geschmückt. Sie wurden im 19. Jahrhundert von C. C. Michaelsen stark überarbeitet und befinden sich in einem schlechten Erhaltungszustand. Aus dieser Zeit stammt auch das farbliche Erscheinungsbild. Links oben beginnt der Marienzyklus mit der Heimsuchung Mariens, anschließend die Geburt Jesu mit der Verkündigung an die Hirten, die Darbringung im Tempel sowie die Ermordung der bethlehemitischen Kinder durch Herodes.

### Altaraufsatz der Krämergilde

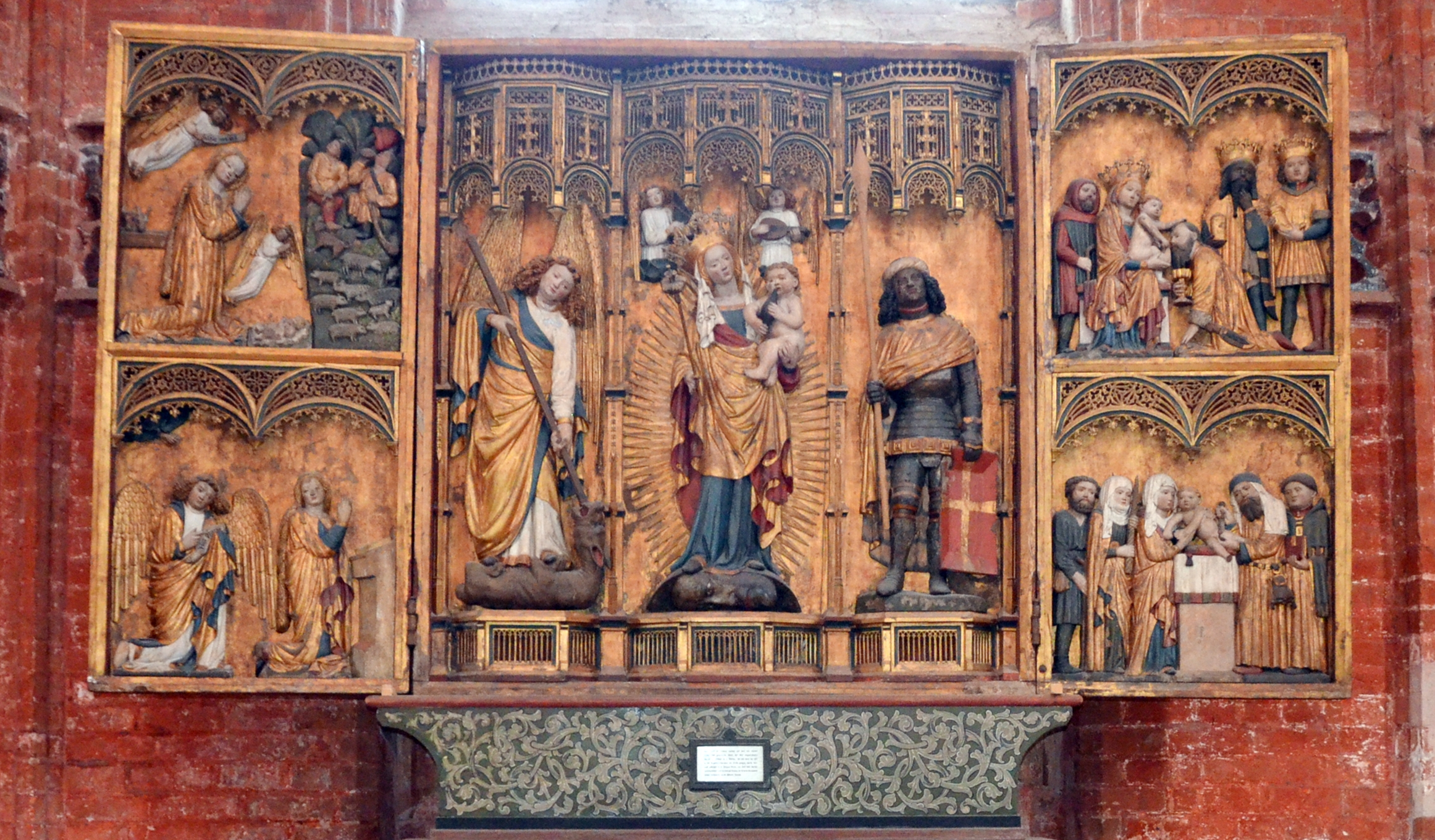
Krämeraltar

Der Altaraufsatz der Krämergilde wurde um 1430–40 vermutlich in Wismar geschnitzt. Er stand über viele Jahrhunderte in einer eigens errichteten Kapelle in der Marienkirche. 1832 brach die Gemeinde die Krämerkapelle ab und verwahrte den Altaraufsatz an einem bislang unbekannten Ort. 1910 sanierte die Gilde den Aufsatz und stellte ihn in der Marienkirche auf. Nach deren Zerstörung verbrachte die Gemeinde den Altar in die Nikolaikirche.
Der Mittelschrein ist mit großen Figuren unter filigranen Maßwerkbaldachinen bestückt: die Madonna im Strahlenkranz wird flankiert vom Erzengel Michael und dem hl. Mauritius. Oberhalb der Madonna musizieren zwei Engel. Ob es sich bei dem Gegenstand in der Hand des Jesuskindes ebenfalls um ein Musikinstrument handelt, um eine Frucht oder eine Spindel, ist unsicher.
Die Reliefs in den Kastenflügeln zeigen vier Szenen aus dem Marienleben, (links unten beginnend, im Uhrzeigersinn): die Verkündigung an Maria, die Geburt Christi, die Ankunft der Heiligen Drei Könige und die Beschneidung Jesu im Tempel. Kunstgeschichtlich gehören die Figuren in die Spätphase des sich bereits verhärtenden weichen Stils.

### Thomasaltar

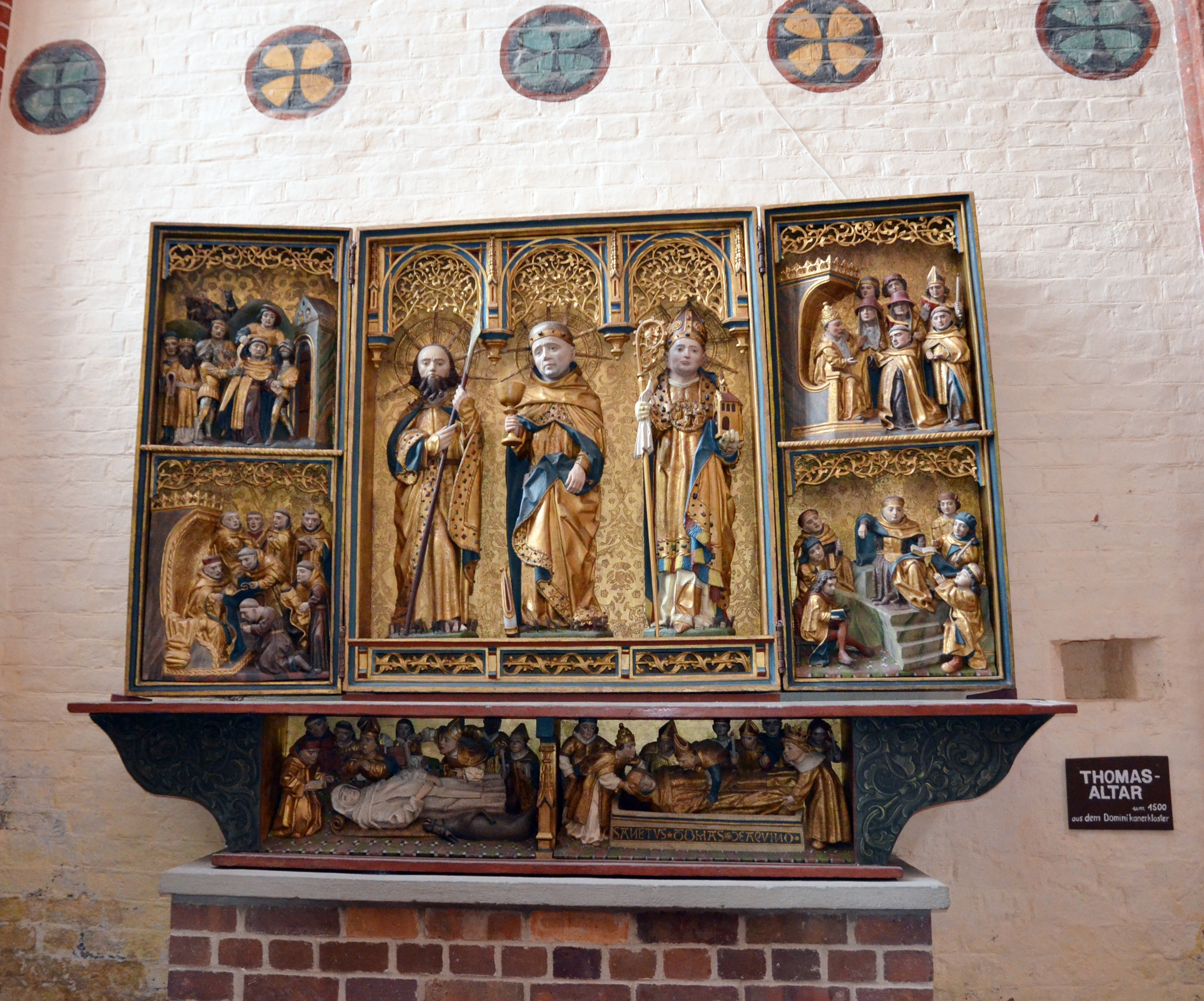
Thomasaltar: Festtagsseite

Der Thomasaltar stand ursprünglich in der Kirche der Dominikaner und nach der Auflösung des Konvents, 1562, in St. Georgen. Er ist in der vierten nördlichen Seitenkapelle untergebracht. Das qualitätsvolle doppelflüglige Triptychon wurde um 1500 geschnitzt und gemalt, die Themen der Darstellungen sind eher ungewöhnlich. Im mittleren Teil befindet sich Thomas von Aquin, der wichtigste Theologe des Dominikanerordens, zwischen dem Erzbischof Thomas von Canterbury und dem Apostel Thomas.

#### Flügel im geschlossenen Zustand
Die Doppelflügel ermöglichen eine dreifache Wandlung des Triptychons. In den geschlossenen Flügeln sind vier gemalte Szenen aus dem Leben des Thomas von Aquin untergebracht. Sie sind gleich groß; die Leserichtung geht von links nach rechts über die beiden Flügel hinweg. Bedauerlicherweise sind die spätmittelalterlichen Bildunterschriften kaum noch lesbar. Die erste Szene zeigt Thomas im Alter von fünf Jahren. Seine Eltern, der Graf Landulf von Aquino und dessen Frau Donna Theodora, Gräfin von Teate, übergeben ihn in als Oblate in das Benediktinerkloster Montecassino. Dies entsprach der Tradition der Familie in der Hoffnung, dass Thomas eines Tages selbst als Abt einem Kloster vorstehen würde. Diesen Weg schlug er jedoch nicht ein, sondern trat gegen den Willen der Familie in den Orden der Dominikaner ein. Seine Eltern entfernten ihn aus dem Orden und ordneten einen Hausarrest in einem Burgturm an. Ihre Versuche, ihn mit Hilfe einer Frau von seinem Plan abzubringen, scheiterten. Thomas schlägt auf dem zweiten Gemäldeteil mit einem brennenden Holzscheit auf sie ein. In einer weiteren Szene auf demselben Bild binden ihm Engel einen weißen Gürtel um – fortan verspürte er keine Begierde mehr. Seine Mutter war von dieser Standhaftigkeit beeindruckt und ließ ihren Sohn mit einem Seil aus dem Turm herab. Er wird von zwei Predigerbrüdern in Empfang genommen. Die Szene unten links ist nicht genau datierbar. Sie zeigt einen entrückten Thomas in einem höheren Lebensalter. Die hagiographische Bedeutung des Hochzeitszuges im Hintergrund konnte bislang nicht erklärt werden. Den Abschluss bildet eine Darstellung des erkrankten Thomas auf seiner Reise zum Zweiten Konzil von Lyon. Die Mönche des Klosters Fossanova nahmen ihn und pflegten ihn bis zu seinem Tod.

#### Flügel im geöffneten Zustand
Klappt man den Flügel auf, erscheinen acht weitere Tafeln. Auf der linken Seite ist auf vier Tafeln das Leben des Apostels Thomas dargestellt. Es beginnt mit einer Darstellung des zweifelnden Thomas. Er legt unter den Blicken der übrigen Apostel seine Hände in die Wundmale des auferstandenen Jesus Christus. Rechts neben dieser Darstellung befindet sich Thomas auf einer Reise nach Indien. Er weigert sich, von der reichlich gedeckten Tafel einer Hochzeitsgesellschaft zu essen, woraufhin ihn ein Mundschenk ohrfeigt. Zur Strafe ist links oben im Bild dargestellt, wie er daraufhin von einem Löwen angefallen wird. Als ein Hund den abgerissenen Arm des Mundschenks an die Tafel bringt, lässt sich das Brautpaar taufen. Rechts unten ist Thomas mit den Heiligen Drei Königen zu sehen, die in einem großen Taufbecken sitzen. Im oberen rechten Rand ist zu sehen, wie er sie anschließend zu Bischöfen weiht. Das letzte Bild zeigt Thomas bei der Eucharistie in seiner eigenen Grabkirche in Syrien. Der Legende zufolge war er bereits tot, wurde aber von den Geistlichen zu Ostern aus dem Grab geholt, um den wartenden Pilgern die Kommunion zu spenden.
Die rechte Seite zeigt das Leben des Thomas von Canterbury. Im linken oberen Bild wird er zum Bischof geweiht. Oben links in der Szene wäscht er täglich dreizehn bedürftigen Menschen als Geste der Demut die Füße. Rechts neben dieser Darstellung verlässt Thomas das Land, um nach heftigen Meinungsverschiedenheiten mit König Heinrich II. nach Frankreich auszuwandern. Papst Alexander III. empfängt ihn mit zwei Kardinälen. Links unterhalb des Bildes ist seine Rückkehr nach England dargestellt, wohlwissend, dass ihn ein Martyrium erwartet. In der Szene enthebt Thomas einen Priester seines Amtes, setzt ihn als Zeichen der Gnade jedoch wieder in sein Amt ein, nachdem ihm die Jungfrau Maria erschienen ist. In der letzten Szene ist rechts oben seine Ermordung dargestellt. Der französische König Ludwig VII. kniet an seinem Schrein und trauert um ihn.

#### Festtagsseite
Öffnet man den Flügel weiter, so erscheint der geschnitzte Schrein, die sogenannte Festtagsseite. Im Zentrum stehen die drei Figuren unter vergoldeten Schleierbrettern, die wie ein Baldachin über den halblebensgroßen Personen angebracht sind. Sie stehen auf Holzbasen, die an Erdhügel erinnern und durch eingelassene Borsten einen natürlichen Charakter erhielten. Der Name eines jeden Heiligen ist in den vergoldeten, mit hervortretenden hölzernen Strahlen verzierten Heiligenschein einer jeden Figur geritzt. Links sind zwei Darstellungen angebracht. Die obere zeigt eine Szene, die während der Gefangenschaft von Thomas von Aquin spielt. Auf dem Weg von Neapel nach Paris versuchen seine Brüder im Auftrag seiner Mutter, ihm das Gewand vom Körper zu reißen, um ihn von seinem Plan abzubringen. In der Szene ist links Friedrich II. zu sehen; damit soll angedeutet werden, dass der Überfall mit seiner Zustimmung erfolgte. Darunter kniet er vor dem Prior des Konvents von Neapel und erhält von zwei Mönchen sein Ordenskleid. Auf der rechten Seite befinden sich ebenfalls zwei Darstellungen: Die obere Szene zeigt ihn als Dozent, umgeben von Studenten. Thomas schaut weder sie, noch das aufgeschlagene Buch an, sondern scheint entrückt zu sein. Darunter kniet er vor dem Papst Urban IV. Er überreicht ihm ein Buch und wird dabei von zwei Kardinälen, einem Bischof und zwei Klerikern begleitet.

#### Predella
Auch die Predella zeigt zwei Reliefs mit Darstellungen aus dem Leben von Thomas von Aquin. Die linke Szene zeigt den Leichnam, wie er in der Zisterzienserabtei in Fossanova aufgebahrt wurde. Im Hintergrund sind mehrere Personen zu sehen, die um ihn trauern, darunter der Prior, der Subprior sowie der Bischof von Terracina. Rechts davon legen sie den Heiligen in seinen Sarg mit der Aufschrift „Sanktus Thomas Aquino“. Beide Szenen sind im 21. Jahrhundert dauerhaft sichtbar. Experten vermuten jedoch, dass sie vermutlich zu einer früheren Zeit ebenfalls durch eine bemalte Predellentafel verdeckt war und zusammen mit der Öffnung des Schreins gezeigt wurden.

### Marienaltar (Jungfrauen-Retabel)

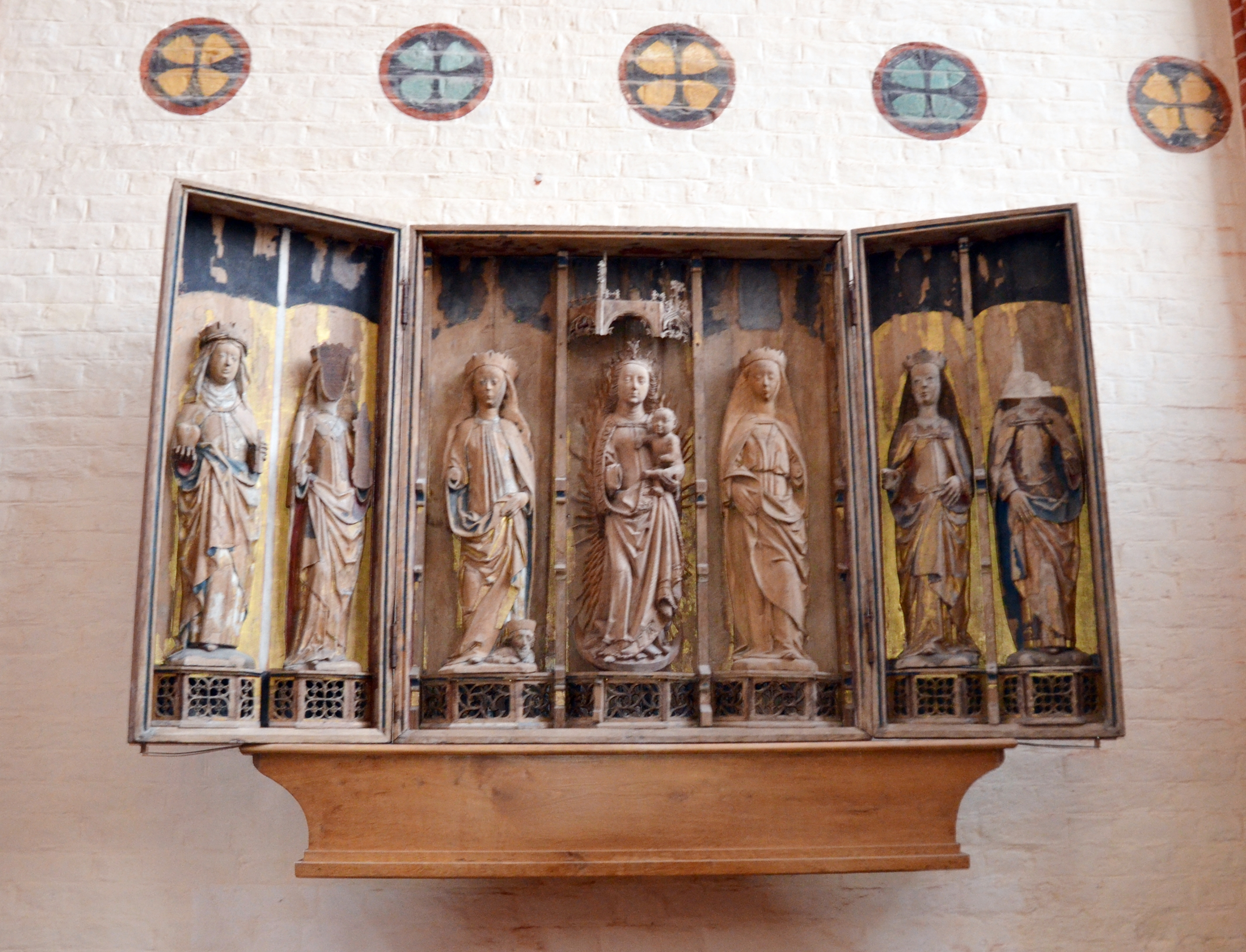
Marienaltar

In der vierten nördlichen Seitenkapelle, östlich der Epitaphe und Chorschranken, befindet sich ein Marienretabel aus dem späten 15. Jahrhundert. Es handelt sich um ein Pentaptychon mit sieben großformatigen Schnitzfiguren, die ursprünglich im Wismarer Dominikanerkloster standen. Bis zur Umwandlung des Klosters in ein Waisenhaus gehörte das Retabel zu einem Nebenaltar, wurde dann jedoch zum Hauptaltar. Später gelangte es in die Georgenkirche und von dort im 21. Jahrhundert in die Nikolaikirche an seinen Standort gegenüber dem Thomasaltar.
Der Schrein weist zahlreiche Fehlstellen auf. Einige Attribute der Figuren fehlen, ebenso fast vollständig die Farbfassung. Dies betrifft auch die Malereien auf den Außenseiten der Flügel. Bei der Predella handelt es sich um eine moderne Ergänzung. Im Jahr 1995 ließ die Gemeinde den Schrein sichern und reinigen.
Die sieben Figuren stehen in einem tiefen Rahmen, der durch senkrecht angeordnete Miniaturstrebepfeiler die einzelnen Skulpturen voneinander trennt. Hierdurch stehen in den Flügeln jeweils zwei, im Schrein drei Figuren auf Sockelpolygonen. Der Maßwerkbaldachin über den Figuren ist verloren. Das zentrale Element des Schreins ist eine Mondsichelmadonna. Auf ihrem Gewand ist die Fürbitte: [san]cta maria ora pro nob[is] (Heilige Maria, Mutter Gottes, bitte für uns [Sünder]) aus dem Ave Maria erkennbar. Maria wird von sechs Heiligen Jungfrauen umgeben, die auf Grund der teilweise fehlenden Attribute im linken Flügel nicht vollständig erkannt werden können. Im rechten Flügel sind Katharina von Alexandrien sowie die Katharina von Siena zu sehen. Die Malereien auf den Außen- und Innenseiten der Flügel beschreiben das Leben Marias, so die Verweigerung des Opfers im Tempel, die Verkündigung an Joachim, das Wiedersehen Annas und Joachims vor dem Goldenen Tor sowie Mariä Geburt abgebildet. Es folgen die Unbefleckte Empfängnis, der Tempelgang Mariens, die Verkündigung sowie die Anbetung der Heiligen Drei Könige. Die Darstellungen schließen mit dem Marientod ab.

### Retabel der Zehntausend Märtyrer
Dieses weitere Stück stammt ebenfalls aus der Dominikanerkirche und gelangte über die Georgenkirche in die Nikolaikirche. Schlie fand es anlässlich seiner Inventarisierung in der dritten südlichen Langhauskapelle. Das Retabel befindet sich in einem sehr fragmentarischen Zustand. Es fehlen eine erhebliche Anzahl an Schnitzreliefs sowie die gesamte farbige Fassung der Figuren. Experten vermuten, dass auch dieses Werk in einer Wismarer Werkstatt um 1440/1450 entstanden sein muss. Sie begründen diese Festlegung mit dem verwendeten Internationalen Stil der Darstellung. Das Retabel wurde dabei in einer vergleichsweise einfachen Art und Weise aus fünf horizontal verfugten Holzbohlen hergestellt, die mit Holzdübel verbunden wurden. Ursprünglich bestand der Mittelschrein aus sechs vertikalen Brettern, die von drei Medaillons am oberen Bildrand geschmückt waren. Die Märtyrer liegen auf Dornen aufgespießt auf dem Boden, während Soldaten auf Pferden von beiden Seiten angeritten kommen. In der Mitte des Bildes ist weiterhin ein Erzbischof an seiner Mitra zu erkennen. Kunstgeschichtliche Ausführungen weisen darauf hin, dass über der grausamen Szene ursprünglich ein segnender Christus mit zwei Engeln zu sehen gewesen ist.

### Anbetung der Könige
Das Holzrelief mit der Darstellung der Anbetung der heiligen drei Könige ist eine Arbeit aus der Mitte des 15. Jahrhunderts. Es wurde in einen Wandpfeiler in der zweiten Kapelle im Nordosten eingefügt. Das Geschehen der weihnachtlichen Szene ist in einer naiv anmutenden Weise dargestellt. Im oberen Teil befindet sich ein Baldachin, der mit Maßwerk verziert ist.

### Triumphkreuzgruppe aus dem Dominikanerkloster
Die Triumphkreuzgruppe ist ein mittelalterliches Kunstwerk aus der Zeit des 15. Jahrhunderts. Sie wurde nach 1880 von der säkularisierten Dominikanerklosterkirche hierher verbracht. Die Gruppe wurde über dem Lettner aufgestellt, das Kruzifix wird als sehr qualitätsvoll eingeschätzt, die Figuren der Maria und des Johannes wirken eher derb.

### Triumphkreuzgruppe aus St. Georgen
Die Triumphkreuzgruppe aus dem späteren 15. Jahrhundert in der Südvorhalle befand sich ursprünglich in St. Georgen. Die Kreuzenden zeigen Evangelistensymbole, die großen Weinblätter an den Rändern sind zum Teil vergoldet.

### Kanzel

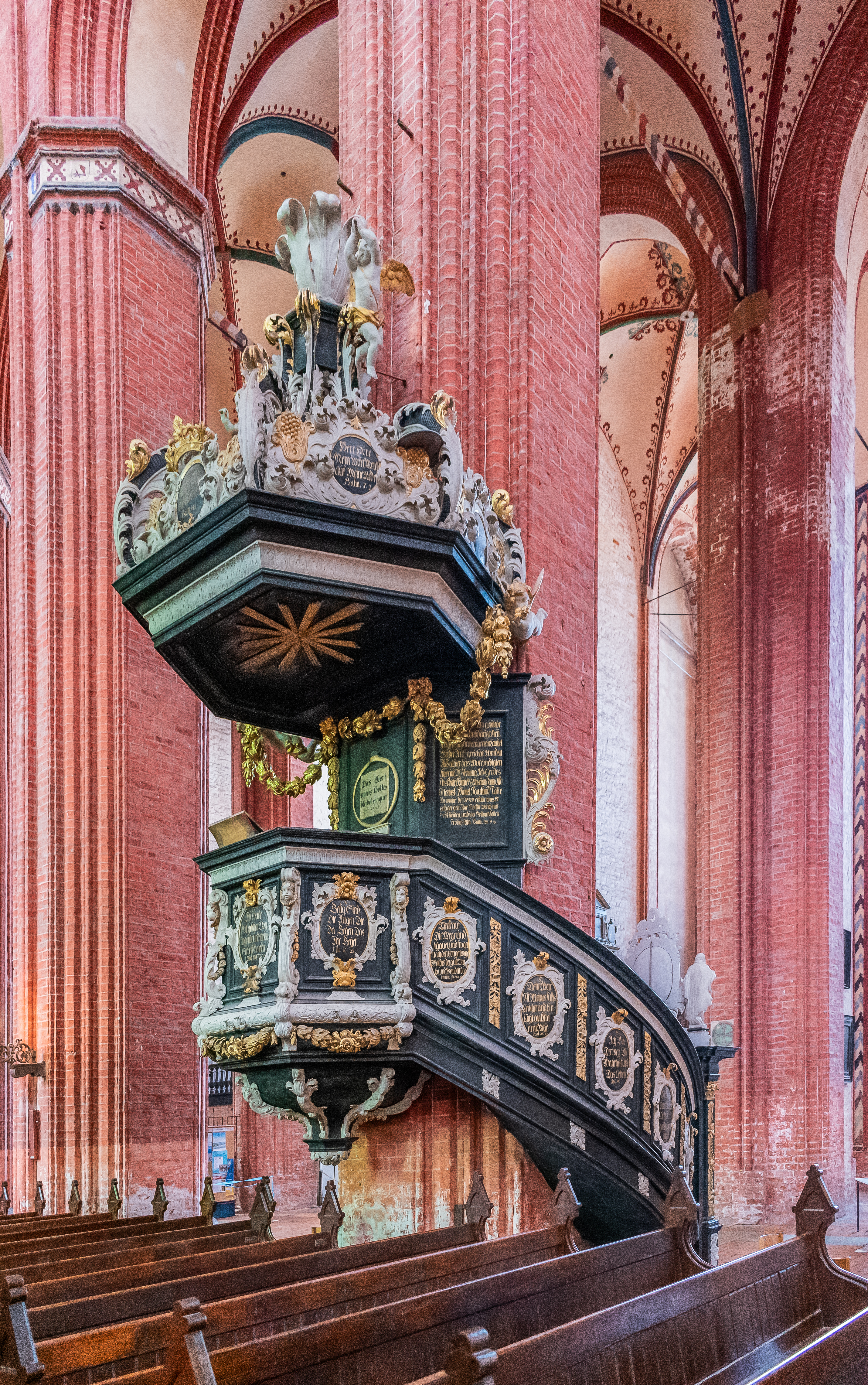
Kanzel

Die Kanzel stiftete 1708 ein Joachim Rahte, möglicherweise wurde sie von Johannes von Rhen, der auch das Taufgehäuse lieferte, geschaffen. Sie ist geprägt von dem Kontrast der Farben Schwarz und Weiß und mit reichem Akanthuswerk geschmückt. An den Ecken des Korbes befinden sich Engelsköpfe. Das Stifterportrait hängt am Kanzelportal, zwischen den allegorischen Gestalten von Glaube und Hoffnung und anderem figürlichem Dekor. Der Schalldeckel hat die Form einer Krone und ist mit Akanthusornamenten reich verziert.

### Zwei Taufbecken
Der schlichte Taufstein aus Granit ist das älteste Ausstattungsstück in der Kirche, er steht in der vierten nördlichen Seitenkapelle. Wegen der rundbogigen Arkatur auf der Kuppa wird eine Entstehungszeit im späten 13. Jahrhundert vermutet.
Das Taufgehäuse in der 3. nördlichen Seitenkapelle mit einem Taufengel, der an einem Seilzug herabgelassen werden kann, wurde 1719 angefertigt, der Engel trägt eine Taufschale in Form einer Muschel in seinen Händen. Das Hauptgesims wird von sechs Säulen getragen, auf dem allegorische Frauenfiguren sitzen. Auf der hohen Volutenbekrönung befindet sich eine Figur Christi als Guter Hirte. Das Taufgehäuse ist als tempiettoartige Architektur aus Holz ausgeführt. Auch in anderen Orten an der Ostsee, wie Stralsund und Prerow sind ähnliche Taufgehäuse überliefert.
Seit der Zerstörung des Kirchenschiffs der Marienkirche steht auch das bronzene Taufbecken (um 1335) in St. Nikolai. Das runde, leicht konische Taufbecken wird von drei knienden Jünglingen getragen. Auf der Wandung, über einer Figurenreihe unter zweigeschossigen Arkaden sieht man Reliefs aus dem Leben Jesu, dem Jüngsten Gericht und den Klugen und Törichten Jungfrauen. Ganz ähnliche  Darstellungen zeigt die 1337 datierte Fünte von Hans Apengeter in der Lübecker Marienkirche. Der untere Rand des in früherer Zeit farbig gefassten Bronzetaufbeckens ist mit Trauben und frei hängenden Blättern verziert. Ein schmiedeeisernes Gitter aus Tauwerk-Motiven, das wohl erst aus dem 16. Jhd., gefertigt wurde und im Volksmund als „Teufelsgitter“ bezeichnet wird, umschließt das Taufbecken.

### Spätgotische Schranken
In den Chorarkaden sind Schranken aus spätgotischer Zeit eingebaut. Das Paneel wirkt wie eine Brüstung und ist mit Maßwerkschnitzerei, die aufgelegt wurde, verziert. Die Borte mit Laubwerkgirlanden ist reliefiert. In die Vierpässe und Rosetten sind Darstellungen von Heiligen und Aposteln eingefügt. Im Jahr 1703 wurden die zugehörigen Metallgitter zum Teil zerstört und durch Flaschenbaluster in barocker Art ersetzt.

### Grabmale
Die bronzene Grabplatte der 1504 verstorbenen Sophie von Pommern, Herzogin zu Mecklenburg, zeigt im vertieften Hauptfeld ein Hochrelief der Herzogin. Der Rand wurde gesondert gegossen und zeigt Wappen und Inschriften. Die Platte wurde von Tile Bruith in Lübeck signiert und gegossen. Sie stammt aus der Klosterkirche der Dominikaner, war später in St. Marien und liegt jetzt in der vierten nördlichen Seitenkapelle.
Das bedeutendste der steinernen Epitaphien ist das von 1605 für den Bürgermeister Schabbell und seiner Gattin angefertigte. Die Kirche ist reich mit Grabplatten aus dem 15. Jahrhundert ausgestattet, von denen besonders die mit eingeritzten Figuren oder spätgotischer Maßwerkarchitektur beachtenswert sind. Zum großen Teil handelt es sich hierbei um Grabsteine für verstorbene Priester, es befinden sich aber auch Steine für Mitglieder von Patrizierfamilien darunter. Ein gutes Beispiel für die Grabsteinkunst in der nachreformatorischen Zeit ist der mit figürlichen Flachreliefs geschmückte Stein für Heinrich von der Lühe und Lucretia von Parkentin, er entstand 1600. Ein weiteres Epitaph erinnert an den schwedischen Vize-Präsidenten des Wismarer Tribunals David Mevius. Es hing ursprünglich in der Marienkirche in einer der nördlichen Seitenkapellen. Das Rahmenwerk ist mit einem üppigen barocken Rahmenwerk ausgestattet und mit Engeln, Blüten und Trauben verziert. Im oberen Bereich befand sich ein Medaillon mit einem Bildnis Mevius, im unteren Bereich halten zwei Engel das Wappen. Sie umrahmen eine lateinische Inschrift.

### Sonstige Ausstattung
- Für die Herstellung des Lesepultes wurden Teile von Gestühlen aus dem 15. Jahrhundert verwendet.[12]
- Die vier Kronleuchter aus Messing und die Wandarme wurden nach 1703 von den Ämtern und Innungen gestiftet. Sie sind gute Beispiele für die Kunst der Gelbgießer in der damaligen Zeit.[12]
- In einer nördlichen Seitenkapelle werden zwei Rippen von Walen aufbewahrt.
- Das Kirchengestühl zeigt noch zahlreiche alte Namensschilder, die zusammen mit der reichen Ausstattung eine stimmungsvolle historische Atmosphäre vermitteln.

### Orgeln

#### Hauptorgel

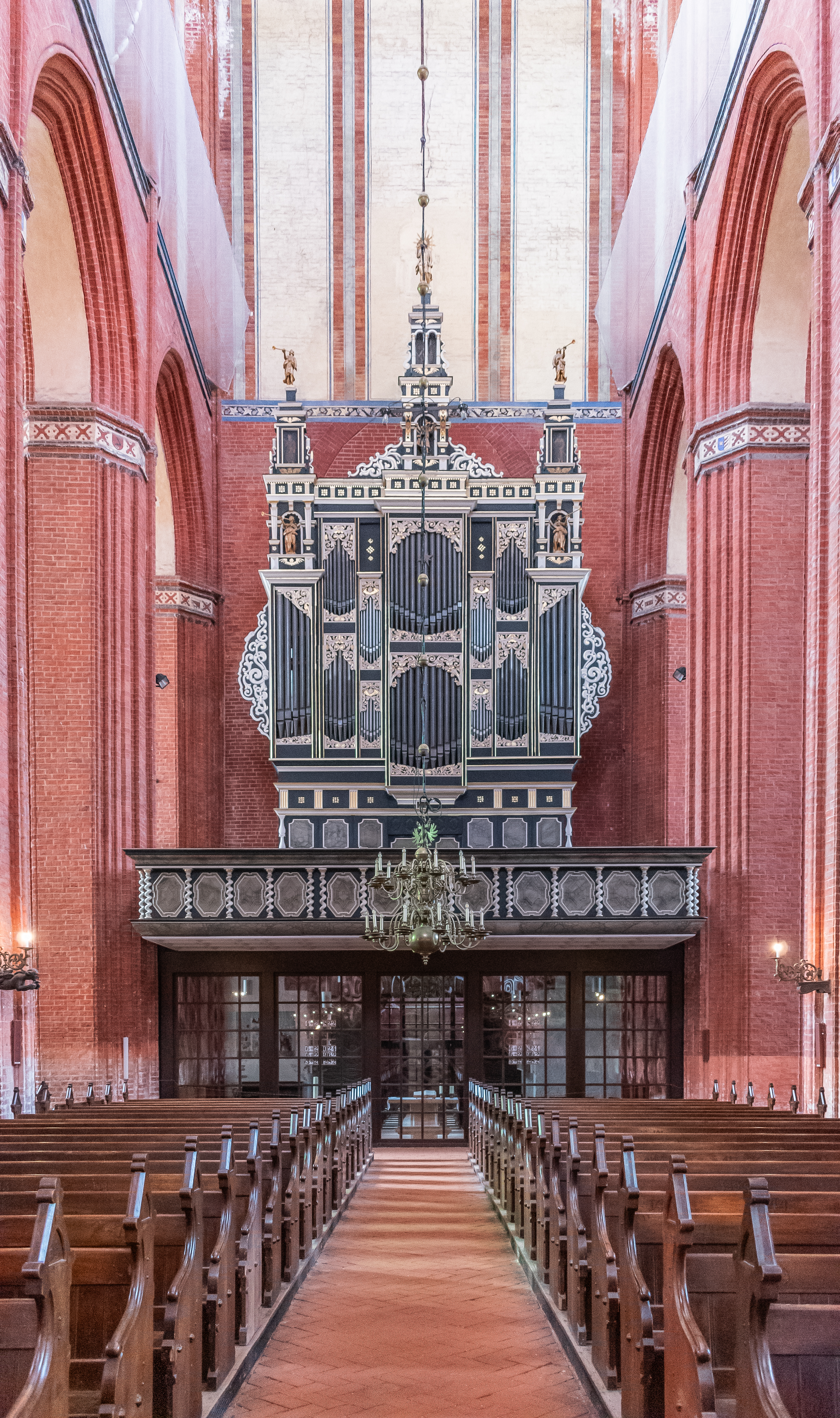
Blick zur Hauptorgel

Über die früheren Orgeln in der Nikolaikirche ist nur wenig bekannt. Eine Inschrift, die sich zu einer früheren Zeit am Prospekt und im Jahr 2015 an der Orgelbrüstung befindet, gibt zumindest einen Hinweis. Demzufolge soll der Priester Andreas Hagelsten aus Braunschweig im Jahr 1463 das erste Instrument mit zwei Manualen über zwei Oktaven sowie ein Pedal mit einer Oktave Umfang vollendet haben. Experten vermuten, dass es sich dabei um die erste Orgel mit Rückpositiv im Norddeutschen Raum gehandelt haben könnte. Hagelstein wird auch als Erbauer einer weiteren Orgel aus dem Jahr 1478 im Nordteil der Kirche genannt. 1480 setzte ihn die Kirchengemeinde unter diesem Instrument bei. In den Jahren 1617 bis 1619 errichtete Henning Kröger eine neue Orgel, vermutlich mit zwei Manualen und einem Pedal. Das Instrument wurde jedoch beim Einsturz des Hochgewölbes beschädigt und von Hans Hantelmann im Jahr 1706 oder 1707 repariert. Weitere Umbauten nahm Christian Erdmann Vogel vor, der 1737 ein neues Rückpositiv aufbaute. Das Instrument verfügt nun über die folgende Disposition:
| I Hauptwerk |                 |     |
| 1.          | Principal       | 16′ |
| 2.          | Octave          | 8′  |
| 3.          | Gedackt         | 8′  |
| 4.          | Octave 2f       | 4′  |
| 5.          | Mixtura 6f      |     |
| 6.          | Rauschpfeife 3f |     |
| 7.          | Cimbefll 3f     |     |
| 8.          | Trompete        | 8′  |

| Rückpositiv |                 |     |
| 9.          | Principal       | 8′  |
| 10.         | Hohlflöte       | 16′ |
| 11.         | Gedackt         | 8′  |
| 12.         | Quintatön       | 8′  |
| 13.         | Octave          | 4′  |
| 14.         | Waldflöte       | 4′  |
| 15.         | Nasaqint        | 3′  |
| 16.         | Octave          | 2′  |
| 17.         | Sesquialtera 2f |     |
| 18.         | Scharff 4f.     |     |
| 19.         | Vox humana      | 8′  |

| Pedal |                  |     |
| 20.   | Principal Subbaß | 16′ |
| 21.   | Octave           | 8′  |
| 22.   | Octave           | 4′  |
| 23.   | Mixtur 3f        |     |
| 24.   | Posaune          | 16′ |
| 25.   | Trompete         | 8′  |
| 26.   | Schallmey        | 4′  |
| 27.   | Cornett          | 2′  |

Friedrich Wilhelm Winzer nahm im Jahr 1862 und 1863 einen weiteren Umbau vor und baute ein neues Orgelwerk hinter den alten Prospekt. Experten vermuten, dass er das Gehäuse des Rückpositivs entfernte und es zusammen mit einem neuen Orgelwerk in der Dorfkirche Zurow aufstellte. In dieser Konstellation diente das Instrument der Kirchengemeinde, bis es um 1900 von Ernst Röver erneut umgebaut wurde. Dabei kam auch seine pneumatische Kombinationseinrichtung und eine Kastenlade zum Einsatz. Der Zustand der Orgel verschlechterte sich jedoch zusehends. Bereits 1934 beschreibt ein Schuke-Gutachten den kritischen Zustand. Ein weiteres Gutachten aus dem Jahr 1973 zeigt auf, dass sie mittlerweile weitgehend unbrauchbar geworden war. An Weihnachten 1974 versagte sie endgültig.
1976 erwarb die Kirchengemeinde daher eine neue Orgel. Das einst reichverzierte Instrument wurde von Johann Gottlob Mende geschaffen und verfügt über zwei Manuale und 28 Register. Allerdings wurde das Instrument ohne Prospekt erworben. Der bereits vom Vorgängerinstrument vorhandene Kröger-Hantelmann-Prospekt wurde der Freiberger Prospektgliederung angeglichen. Die im 21. Jahrhundert noch vorhandene Orgel wurde erst 1985 vor der Turmostwand eingebaut. Vorher befand sich die von 1842 bis 1845 erbaute Orgel in der Freiberger Nikolaikirche in Sachsen. Die Orgelweihe fand am 1. Oktober 1985 statt. Da das Orgelwerk jedoch nicht restauriert wurde, traten bereits zwei Jahre später erste technische Probleme auf. Im Jahr 1995 konnte die Sanierung durchgeführt werden.
| I Hauptwerk C–e3 |                    |        |
| 1.               | Bordun             | 16′    |
| 2.               | Principal          | 8′     |
| 3.               | Gemshorn           | 8′     |
| 4.               | Rohrflöte          | 8′     |
| 5.               | Octave             | 4′     |
| 6.               | Spitzflöte         | 4′     |
| 7.               | Quinte             | 3′     |
| 8.               | Octave             | 2′     |
| 9.               | Terz               | 1 3⁄5′ |
| 10.              | Cornett IV (ab c1) |        |
| 11.              | Mixtur IV          |        |
| 12.              | Trompete           | 8′     |

| II Oberwerk C–e3 |            |       |
| 13.              | Principal  | 8′    |
| 14.              | Gedackt    | 8′    |
| 15.              | Salicional | 8′    |
| 16.              | Quintatön  | 8′    |
| 17.              | Octave     | 4′    |
| 18.              | Rohrflöte  | 4′    |
| 19.              | Naßat      | 2 ⁄3′ |
| 20.              | Octave     | 2′    |
| 21.              | Sifflöte   | 2′    |
| 22.              | Mixtur III |       |

| Pedal C–d1 |              |     |
| 23.        | Untersatz    | 32′ |
| 24.        | Principal    | 16′ |
| 25.        | Subbass      | 16′ |
| 26.        | Octavbass    | 8′  |
| 27.        | Octavbass    | 4′  |
| 28.        | Posaunenbass | 16′ |

- Koppeln: II/I, I/P, II/P

#### Chororgel
Die Chororgel wurde 2010 von der Firma Orgelbau Johannes Soldan aus Großdubrau unter Verwendung eines historischen Prospekts und Pfeifenmaterial aus der Hauptorgel von Friedrich Wilhelm Winzer erbaut. Die mechanische Schleifladenorgel hat 10 Register, verteilt auf zwei Manuale und Pedal.

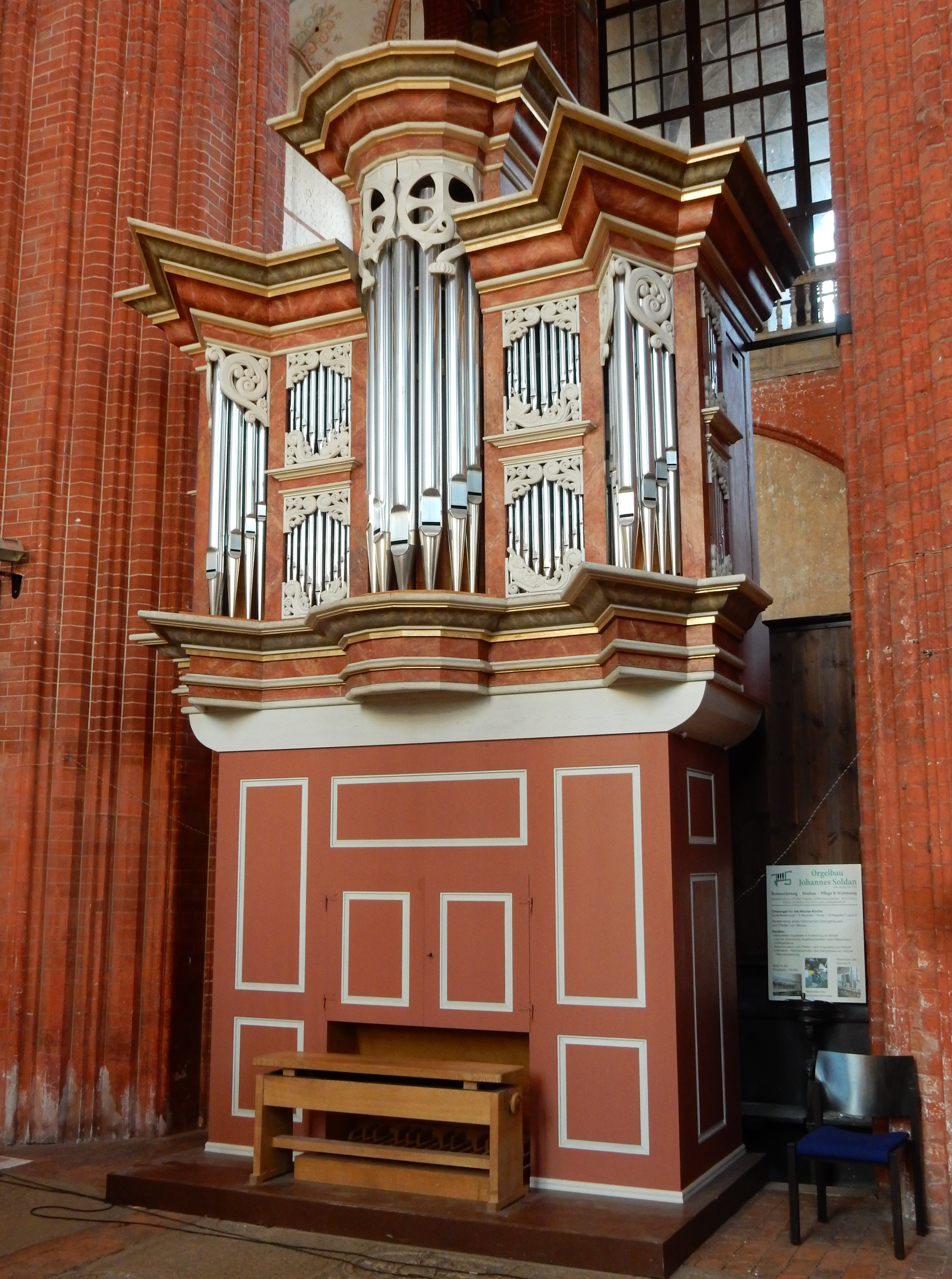
Chororgel in St. Nikolai

| I Hauptwerk C–e3 |              |        |
| 1.               | Principal    | 8′     |
| 2.               | Traversflöte | 8′     |
| 3.               | Octave       | 4′     |
| 4.               | Quinte       | 2 2/3' |
| 5.               | Octave       | 2′     |

| II 2. Manual C–e3 |              |    |
| 6.                | Gedackt      | 8′ |
| 7.                | Gambe        | 8′ |
| 8.                | Flauto dolce | 4′ |

| Pedal C–d1 |             |     |
| 9.         | Subbass     | 16′ |
| 10.        | Gedacktbass | 8′  |

- Koppeln: II/I, I/P, II/P

## Glocken

### Westturm
Zu den Verlusten durch den Orkan von 1703 zählten auch die damals vorhandenen Glocken. Zwei neue wurden in Lübeck vom damaligen Ratsgießer Lorenz Strahlborn gegossen; seine Große Glocke von 1732 gilt als die „klangschönste barocke Großglocke“ zwischen Hamburg und Stralsund. Drei weitere Glocken wurden im Zweiten Weltkrieg eingeschmolzen, darunter die zweitgrößte Glocke der Kirche, die Bürgerglocke von 1705. Zu ihrem Ersatz wurde 1963 in Apolda eine neue, etwas kleinere Glocke gegossen. Dafür wurden eine der noch erhaltenen Glocken aus St. Georgen und die Glocke des Schwarzen Klosters von 1501 eingeschmolzen.
| Glocke | Name          | Gussjahr | Gießer, Gussort           | Masse   | Durchmesser | Schlagton (HT-1/16) |
| ------ | ------------- | -------- | ------------------------- | ------- | ----------- | ------------------- |
| 1      | Große Glocke  | 1732     | Lorenz Strahlborn, Lübeck | 5560 kg | 1984 mm     | as° +4,5            |
| 2      | Wächterglocke | 1727     | Lorenz Strahlborn, Lübeck | 1450 kg | 1370 mm     | es¹ –50             |
| 3      | Bürgerglocke  | 1963     | Schilling, Apolda         | 1080 kg | 1150 mm     | ges¹ +3             |

### Seigerturm
Auf dem Dach des Mittelschiffs befindet sich der sog. Seigerturm, welcher zwei von außen sichtbare Uhrschlagglocken trägt. Diese sind die ältesten erhaltenen Glocken der Nikolaikirche. Die größere stammt von 1479, die kleinere von 1543.
| Glocke | Name                 | Gussjahr | Gießer, Gussort       | Masse    | Durchmesser | Nominal |
| ------ | -------------------- | -------- | --------------------- | -------- | ----------- | ------- |
| 1      | Stundenglocke        | 1479     | Andreas Ribe, Rostock | ~1300 kg | 1395 mm     | es¹ +2  |
| 2      | Viertelstundenglocke | 1543     | Unbezeichnet          | ~150 kg  | 645 mm      | d² -5-  |

Die größere und ältere der beiden Seigerglocken ist zudem, wie bei Uhrschlagglocken üblich, in einer verkürzten Rippe gegossen und diente deswegen schon immer als Uhrglocke. Dennoch besitzt sie, ebenfalls wie bei der kleinen Seigerglocke, ein Klöppelhängeeisen.

### Ehemaliger mittlerer Dachreiter
Bis zum Einsturzes des Turmhelms 1703 besaß die Nikolaikirche neben dem West- und dem Seigerturm einen Dachreiter auf der Mitte des Kirchendaches. Dieser trug eine weitere Glocke, die sog. Chorglocke, welche aus dem Jahr 1549 stammte. Sie wog ungefähr 277,8 kg und wurde bereits 1564 durch eine kleine Glocke aus dem Westturm ersetzt.